# 門川義彦
門川 義彦（かどかわ よしひこ、1952年3月29日 - ）は、東京都墨田区出身の日本の経営コンサルタントである。笑顔アメニティ研究所創業者。明治学院大学経済学部商学科卒。
（株）笑顔アメニティ研究所を設立し、CS活動（顧客満足）を中心に接客販売の研修や指導など、広範囲に活躍する笑顔コンサルタント。
（株）鈴屋入社後、玉川高島屋店店長、営業本部販売 ディレクターなどを歴任した経験を生かし、店舗スタッフから経営者を対象に、 「笑顔のチカラ」で売上アップを果たすノウハウを伝授している。

## 来歴
- 1974年 明治学院大学経済学部商学科卒業、株式会社鈴屋入社
- 1989年]同社退社。
- 1990年 株式会社笑顔アメニティ研究所設立
- 2003年 日本文化振興会 社会文化功労賞受賞
- 2008年〜2010年 立教大学大学院 ビジネスデザイン研究科 兼任講師に就任
- 2016年〜2018年　獨協大学　全学総合講座「笑顔のチカラ」講師

## テレビ番組
- 日経スペシャル ガイアの夜明け 熱血! 営業マン伝説売る〝極意〟教えます（2004年9月21日、テレビ東京）[1]。- 笑顔アメニティ研究所のセミナーを取材。

## 著書
- 『笑顔の出会い 接客生き生き作戦』（1994年11月1日、アルマット社）ISBN 978-4905572947
  - 『新 笑顔の出会い 接客生き生き作戦』（1995年12月15日、アルマット社）ISBN 9784877310264
- 『笑顔のチカラ』（1999年1月18日、みらい出版/星雲社）ISBN 9784795253803
  - 『笑顔のチカラ』（2002年2月25日、アルマット社）ISBN 978-4877311520
- 『売上げがぐんぐん伸びる「笑顔」の法則 「笑顔コンサルタント」が教える儲かるお店の秘密』（2004年7月15日、ダイヤモンド社）ISBN 978-4478560501
- 『ビデオ 笑顔であなたが変わる、お客様が変わる プロ接客担当者のためのワン・ポイントアドバイス講座』（2004年8月23日、日本経済新聞出版社）ISBN 9784532425678
- 『「頭のいい人」より「感じのいい人」 人から好かれる「笑顔の技術」』（2006年10月26日、ダイヤモンド社）ISBN 978-4478733356
- 『イラストでわかる 人とお金が集まる! 笑顔のつくり方』（2008年9月20日、PHP研究所）ISBN 978-4569701059
- 『どんどん儲かる「笑顔」のしくみ お客様の心が開けばサイフも開く！』（2010年10月15日、ダイヤモンド社）ISBN 978-4478013410
- 『表情で体が変わる かんたん笑顔呼吸』（2019年6月27日、総合法令出版）ISBN 978-4862806901